# Sarysu (stacja kolejowa)
Sarysu (kaz. Сарысу, ros. Сарысу) – stacja kolejowa w rejonie Szet, w obwodzie karagandyjskim, w Kazachstanie. Położona jest na linii Astana – Szu, na trasie Nowego Jedwabnego Szlaku. Leży wśród stepów, w oddaleniu od skupisk ludzkich.